# Saint-Marin au Concours Eurovision de la chanson 2022
Saint-Marin est l'un des quarante pays participants du Concours Eurovision de la chanson 2022, qui se déroule à Turin en Italie. Le pays est représenté par Achille Lauro et sa chanson Stripper, sélectionnés via le télé-crochet Una voce per San Marino. Pour la première fois depuis 2018, le pays ne parvient pas à se qualifier en finale, terminant 14e en demi-finale avec 50 points.

## Sélection
Le 5 avril 2021, le diffuseur saint-marinais SMRTV confirme sa participation à l'Eurovision 2022 et la mise en place d'un nouveau format de sélection télévisée pour choisir son représentant.

### Format
Le 22 septembre 2021, les détails de la sélection sont publiés par le diffuseur. Dès leur sélection les artistes sont divisés en deux catégories : « émergents » — Emergenti — et « grands » — Big —. Neuf artistes de chaque catégorie participeront à la grande finale, prévue le 19 février 2022,.
Les artistes émergents sont d'abord invités au Théâtre Titan de la ville de Saint-Marin pour des auditions, qui se déroulent du 13 au 17 décembre 2021 puis du 3 au 11 janvier 2022. Après ces premières auditions, une série d'émissions qualificatives, se déroulant du 13 au 18 février 2022 permettra de sélectionner les neuf finalistes : quatre demi-finales, dont une réservée aux artistes de nationalité saint-marinaise ; une émission de repêchage puis une « finale des émergents ». Les artistes Big sont, pour leur part, directement qualifiés pour la grande finale.

### CatégorieBig
Les artistes de la catégorie Big sont annoncés le 8 février 2022. Bien qu'il soit initialement prévu que neuf soient en compétition, dix artistes figurent sur la liste. La veille de la grande finale, Blind se retire finalement, pour des raisons de santé.
| Artistes participants, catégorie Big |
| --- |
| 1. Achille Lauro 2. Blind 3. Burak Yeter et Alessandro Coli 4. Cristina Ramos 5. Fabry et Labiuse feat. Miodio 6. Francesco Monte 7. Ivana Spagna 8. Matteo Faustini 9. Tony Cicco, Deshedus et Alberto Fortis 10. Valerio Scanu |

### CatégorieEmergenti
Le diffuseur SMRTV ouvre, du 22 septembre 2021 au 10 janvier 2022 une période de soumission des candidatures pour la catégorie Emergenti. Chanteurs et compositeurs peuvent postuler sans restriction de nationalité ou de langue. Au terme de celle-ci, 585 candidatures ont été reçues, parmi lesquelles 299 sont sélectionnées pour les auditions au Théâtre Titan. Les résultats de l'intégralité des éliminatoires — auditions et émissions télévisées — de cette catégorie sont déterminés par un jury de sept personnes : Emilio Munda, Roberta Faccani, Roberto Costa, Steve Lyon, Maurizio Raimo, Nabuk et Mimmo Paganelli. 

#### Auditions
Les auditions ont lieu du 13 au 17 décembre 2021 puis du 3 au 11 janvier 2022. Le 17 janvier 2022, les artistes qui se qualifient sont annoncés. Au nombre de 66, on en compte 60 étrangers et 6 de nationalité saint-marinaise. Le 10 février 2022, l'artiste Muriel est disqualifiée pour des raisons non-spécifiées.
| Artistes participants, catégorie Emergenti |
| --- |
| Artistes étrangers Aaron Sibley Alessandra Simone Alessia Labate Alice Burani Allerija Anna Faragò ASHLEY Brenda Camille Cabaltera Corinna Parodi Daniel Mincone Daniela Pisciotta Davide Rossi Diego Federico Elena et Francesco Faggi Elisa Del Prete Eliska Mrázová Ellynora Florent Amare Frio Giada Varaschin Giorgio Borghes Aka Claudia F Gisele Abramoff I Koko Jessica Anne Condon João Paulo et Miguel Joe Romano et TheStolenClipper Katrin Roselli Kimberly Genil Kumi Watanabe Kurt Cassar Le Bebae Leonardo Frezzotti Lorenza Rocchiccioli Luca Cima Luca Veneri Luci Blu Mad Marco Saltari Maria Chiara Leoni Martina Gaetano Mate Matilde Montanari Matteo Giannaccini Gravante Muriel Nada e Sissi OnlySara Operapop OXA Sia Raimondo Cataldo Riccardo Foresi Riccardo Guglielmi Sebastian Schmidt Snei Ap Thomas Grazioso Tothem Valentina Tioli Vanja Vatle Veronica Liberati Vina Rose Artistes saint-marinais Alibi Elisa Mazza Garon x Duan Giada Pintori Ginevra Bencivenga Giulia Vitri |

#### Demi-finales
Les soixante artistes étrangers sont répartis dans trois demi-finales. De celles-ci, les trois artistes les mieux classés se qualifient pour la finale des artistes émergents. Les cinq suivants se qualifient pour le tour de repêchage. Les six artistes saint-marinais ont leur demi-finale propre, de laquelle trois se qualifient pour la finale des artistes émergents. Bien que participants prévus de la première demi-finale, Allerija, Corinna Parodi et Diego Federico n'étaient pas présents.
- Qualifié pour la finale des émergents
- Qualifié pour le tour de repêchage

##### Première demi-finale
| Ordre | Artiste                 | Chanson                     |
| ----- | ----------------------- | --------------------------- |
| 1     | Aaron Sibley            | Pressure                    |
| 2     | Alessandra Simone       | A rabbia e favole           |
| 3     | Alessia Labate          | World Falls Down            |
| 4     | Alice Burani            | Mezzanotte e ventidue       |
| 5     | Anna Faragò             | Randagia                    |
| 6     | Ashley                  | In My Mind                  |
| 7     | Brenda                  | Occhi di uranio             |
| 8     | Camille Cabaltera       | Move 'Em Like You Never Did |
| 9     | Daniel Mincone          | In This World               |
| 10    | Isa J                   | Tic Tac                     |
| 11    | Davide Rossi            | Wasted Love                 |
| 12    | Elena & Francesco Faggi | Nothing Can Blow Me Out     |
| 13    | Elisa Del Prete         | Labirinto senza fine        |
| 14    | Ellynora                | Cuerpo                      |
| 15    | Florent Amare           | Libre                       |
| 16    | Frio                    | A noite toda                |
| 17    | Elis Mraz               | Imma Be                     |
| —     | Allerija                | —                           |
| —     | Corinna Parodi          | —                           |
| —     | Diego Federico          | —                           |

##### Deuxième demi-finale
| Ordre | Artiste                         | Chanson                           |
| ----- | ------------------------------- | --------------------------------- |
| 1     | Giada Varaschin                 | W.A.T. (What a Tragedy)           |
| 2     | Giorgio Borghes aka Claudia F   | Time is Ticking                   |
| 3     | Gisele Abramoff                 | Higher Than Before                |
| 4     | I Koko                          | Born to the River                 |
| 5     | Jessica Anne Condon             | Water on the Ground               |
| 6     | João Paulo and Miguel           | Amore, infinito amore             |
| 7     | Joe Romano and TheStolenClipper | Hallelujah                        |
| 8     | Artika                          | If You Love Me                    |
| 9     | Kimberly Genil                  | Pink Skies                        |
| 10    | Kumi Watanabe                   | Freedom                           |
| 11    | Kurt Cassar                     | Tears of Gold                     |
| 12    | Le Bebae                        | Fuori di te                       |
| 13    | Fritz                           | Blessing                          |
| 14    | Lorenza Rocchiccioli            | Non mi batte mai neanche il cuore |
| 15    | Arkadia                         | Feed the Flies                    |
| 16    | Luca Veneri                     | Dreams and Beliefs                |
| 17    | Luci Blu                        | Bla Bla                           |
| 18    | Mad                             | Gitana                            |
| 19    | Marco Saltari                   | Settembre (e poi ciao)            |
| 20    | MeriCler                        | Tiramisù                          |

##### Troisième demi-finale
| Ordre | Artiste                     | Chanson                  |
| ----- | --------------------------- | ------------------------ |
| 1     | Martina Gaetano             | Coffee                   |
| 2     | Mate                        | DNA                      |
| 3     | Matilde Montanari           | Diventerà realtà         |
| 4     | Matteo Giannaccini Gravante | Read My Mind             |
| 5     | Nada & Sissi                | Malware                  |
| 6     | OnlySara                    | Rubik                    |
| 7     | Operapop                    | Acqua nel deserto        |
| 8     | Oxa Sia                     | Purple Sky               |
| 9     | Raymond                     | Feelin' Broken           |
| 10    | Riccardo Foresi             | Fino al mattino          |
| 11    | Riccardo Gugliemi           | Petali                   |
| 12    | Basti                       | Running                  |
| 13    | Thomas Grazioso             | Dance                    |
| 14    | Snei Ap                     | Viaggio                  |
| 15    | Tothem                      | Celebrate                |
| 16    | Valentina Tioli             | Never Looking Back       |
| 17    | Vanja V                     | Hymn of Hope             |
| 18    | Veronica Liberati           | Once More a Little Smile |
| 19    | Vina Rose                   | Sweet Denial             |
| —     | Muriel                      | —                        |

##### Demi-finale«saint-marinaise»
| Ordre | Artiste            | Chanson         |
| ----- | ------------------ | --------------- |
| 1     | Alibi              | Cambiamento     |
| 2     | Elisa Mazza        | Gonna Do Me     |
| 3     | Garon × Duan       | Power           |
| 4     | Giada Pintori      | Luce e tenebre  |
| 5     | Ginevra Bencivenga | Calma apparente |
| 6     | Giulia Vitri       | Father and Son  |

#### Repêchage
Lors du tour de repêchage, les 15 artistes participants concourent pour l'une des cinq places pour la finale des émergents.
- Qualifié pour la finale des émergents

| Ordre | Artiste           | Chanson                 |
| ----- | ----------------- | ----------------------- |
| 1     | Alessia Labate    | World Falls Down        |
| 2     | Anna Faragò       | Randagia                |
| 3     | Daniela Pisciotta | Tic Tac                 |
| 4     | Elis Mraz         | Imma Be                 |
| 5     | Frio              | A noite toda            |
| 6     | Giada Varaschin   | W.A.T. (What a Tragedy) |
| 7     | Gisele Abramoff   | Higher Than Before      |
| 8     | Kumi Watanabe     | Freedom                 |
| 9     | Mad               | Gitana                  |
| 10    | MeriCler          | Tiramisù                |
| 11    | Martina Gaetano   | Coffee                  |
| 12    | Nada & Sissi      | Malware                 |
| 13    | Basti             | Running                 |
| 14    | Snei Ap           | Viaggio                 |
| 15    | Vanja V           | Hymn of Hope            |

#### Finale des émergents
Lors de la finale des émergents, les dix-sept participants concourent pour neuf places lors de la grande finale.
- Qualifié pour la grande finale

| Ordre | Artiste                 | Chanson                           | Points | Place |
| ----- | ----------------------- | --------------------------------- | ------ | ----- |
| 1     | Aaron Sibley            | Pressure                          | 46     | 1     |
| 2     | Alessia Labate          | World Falls Down                  | 42     | 5     |
| 3     | Camille Cabaltera       | Move 'Em Like You Never Did       | 44     | 2     |
| 4     | Elena & Francesco Faggi | Nothing Can Blow Me Out           | 40     | 8     |
| 5     | Frio                    | A noite toda                      | 33     | 16    |
| 6     | Garon × Duan            | Power                             | 38     | 12    |
| 7     | Giada Pintori           | Luce e tenebre                    | 34     | 15    |
| 8     | Giulia Vitri            | Father and Son                    | 29     | 17    |
| 9     | Artika                  | If You Love Me                    | 40     | 10    |
| 10    | Kumi Watanabe           | Freedom                           | 36     | 13    |
| 11    | Kurt Cassar             | Tears of Gold                     | 41     | 7     |
| 12    | Lorenza Rocchiccioli    | Non mi batte mai neanche il cuore | 36     | 14    |
| 13    | MeriCler                | Tiramisù                          | 42     | 6     |
| 14    | Mate                    | DNA                               | 40     | 9     |
| 15    | Raymond                 | Feelin' Broken                    | 39     | 11    |
| 16    | Basti                   | Running                           | 44     | 3     |
| 17    | Vina Rose               | Sweet Denial                      | 43     | 4     |

### Grande finale
La grande finale se déroule le 19 février 2022 au Théâtre Nouveau de Dogana, à Serravalle. Les résultats sont déterminés par le vote d'un jury de cinq personnes : Mogol, parolier ; Simon Lee, chef d'orchestre et compositeur ; Clarissa Martinelli, présentatrice radio ; Susanna Georgi, représentante d'Andorre au Concours Eurovision de la chanson 2009 ; et Dino Stewart, directeur général chez BMG Italy.
| Ordre | Artiste                               | Chanson                       | Points | Place |
| ----- | ------------------------------------- | ----------------------------- | ------ | ----- |
| 1     | Elena & Francesco Faggi               | Nothing Can Blow Me Out       | 31     | 11    |
| 2     | Matteo Faustini                       | L'ultima parola               | 35     | 5     |
| 3     | Aaron Sibley                          | Pressure                      | 39     | 3     |
| 4     | Ivana Spagna                          | Seriously in Love             | 37     | 4     |
| 5     | Vina Rose                             | Sweet Denial                  | 34     | 7     |
| 6     | Cristina Ramos                        | Heartless Game                | 31     | 11    |
| 7     | Alessia Labate                        | World Falls Down              | 27     | 17    |
| 8     | Achille Lauro                         | Stripper                      | 41     | 1     |
| 9     | Mate                                  | DNA                           | 27     | 17    |
| 10    | Tony Cicco, Deshedus & Alberto Fortis | Sono un uomo                  | 33     | 9     |
| 11    | Basti                                 | Running                       | 31     | 11    |
| 12    | Francesco Monte                       | Mi ricordo di te (Adrenalina) | 35     | 5     |
| 13    | Kurt Cassar                           | Tears of Gold                 | 30     | 16    |
| 14    | Valerio Scanu                         | Io credo                      | 31     | 11    |
| 15    | MeriCler                              | Tiramisù                      | 33     | 9     |
| 16    | Burak Yeter ft. Alessandro Coli       | More Than You                 | 40     | 2     |
| 17    | Camille Cabaltera                     | Move 'Em Like You Never Did   | 34     | 7     |
| 18    | Fabry & Labiuse ft. Miodio            | Blu                           | 31     | 11    |

La finale se conclut par la victoire d'Achille Lauro avec sa chanson Stripper, qui représenteront donc Saint-Marin à l'Eurovision 2022

## À l'Eurovision
Saint-Marin participe à la deuxième demi-finale, le 12 mai 2022. Y recevant 50 points, le pays se classe 14e et ne parvient pas à se qualifier en finale.